# Aeroporto Internacional Teniente Luis Candelaria
Aeroporto Internacional Teniente Luis Candelaria (em castelhano:  Aeropuerto Internacional de Bariloche - Teniente Luis Candelaria) é um aeroporto da Argentina, localizado na Província de Rio Negro, que provê a cidade de San Carlos de Bariloche. É o quarto maior aeroporto da Argentina, em termos de tráfego.

## Curiosidades
- Em 2007, foi utilizado por cerca de 724.010 passageiros.
- Leva o nome do Tenente Luis Candelaria, a primeira pessoa a voar sobre os Andes, em 13 de abril de 1918.